# Daisy Town (Lucky Luke)
Daisy Town is het 22ste album uit de stripreeks Lucky Luke uitgegeven bij Dargaud/Lucky Comics. Het is het 53ste album uit de hele reeks. De strip werd getekend door Morris. Er is een gelijknamige tekenfilm uit 1971 waarop het stripalbum is gebaseerd. Het scenario komt van René Goscinny. Er verscheen in 1991 een film genaamd Lucky Luke op basis van dit album, met Terence Hill in de titelrol.

## Verhaal
Het pas gestichte dorp Daisy Town heeft allerlei boeven aangetrokken. Wetteloosheid tiert er welig als Lucky Luke er aankomt. Hij rekent af met al het gespuis, maar net nadat hij deze taak volbracht heeft, komen ook de Daltons aan. Ze hebben besloten het dorp in te nemen, maar dat is buiten Lucky Luke gerekend. Ze worden de stad uit gestuurd, maar daar laten ze het niet bij. Ze zijn op wraak belust. Als ze door indianen gevangengenomen worden, proberen ze vrij te komen door hen bang te maken voor de vooruitgang die Daisy Town brengt. De Daltons blijven echter gevangen en de indianen gaan op oorlogspad. Gelukkig is Lucky Luke op tijd om het dorp hierop voor te bereiden. De cavalerie, altijd op tijd, komt de dorpelingen helpen. De indianen staken de strijd en de vrede wordt gesloten.
Uiteindelijk wordt er goud gevonden in de bergen. Alle dorpelingen krijgen goudkoorts en Daisy Town loopt leeg. Het wordt een spookstad.